# 新马埃
新马埃（New Mahe），是印度喀拉拉邦坎努爾縣的一个城镇。总人口11230（2001年）。

## 人口
该地2001年总人口11230人，其中男性5139人，女性6091人；0—6岁人口1245人，其中男633人，女612人；识字率85.56%，其中男性为86.24%，女性为84.98%。